# گیوایکو
گیوایکو (به ژاپنی: 御衣黄 ギョイコウ Gyoikou) نام علمی بر اساس کتاب ساکورای ژاپن 
(Cerasus lannesinana 'Gioiko' Koidzumi) یک نوع درخت ساکورای باغی است. شکوفهٔ آن  گلبرگ دارد و رنگ آن بسیار نادر و بین سبز مایل به زرد و سبز متغیر است. ویژگی دیگر آن اینست که هنگام شکوفایی کامل میانهٔ گل به رنگ قرمز در می‌آید.

## ویژگی گل
- تعداد گلبرگ: ۱۰-۱۵ عدد
- رنگ: سبز با رگه‌های زردرنگ
- قطر گل: ۳٫۲ تا ۴  سانتیمتر
- زمان گل‌دهی:اواسط تا اواخر ماه آوریل نسبتاً دیر هنگام است.
- محل نمونه:پارک شینجوکو گیوئن، باغ گیاه‌شناسی جنگل تاما

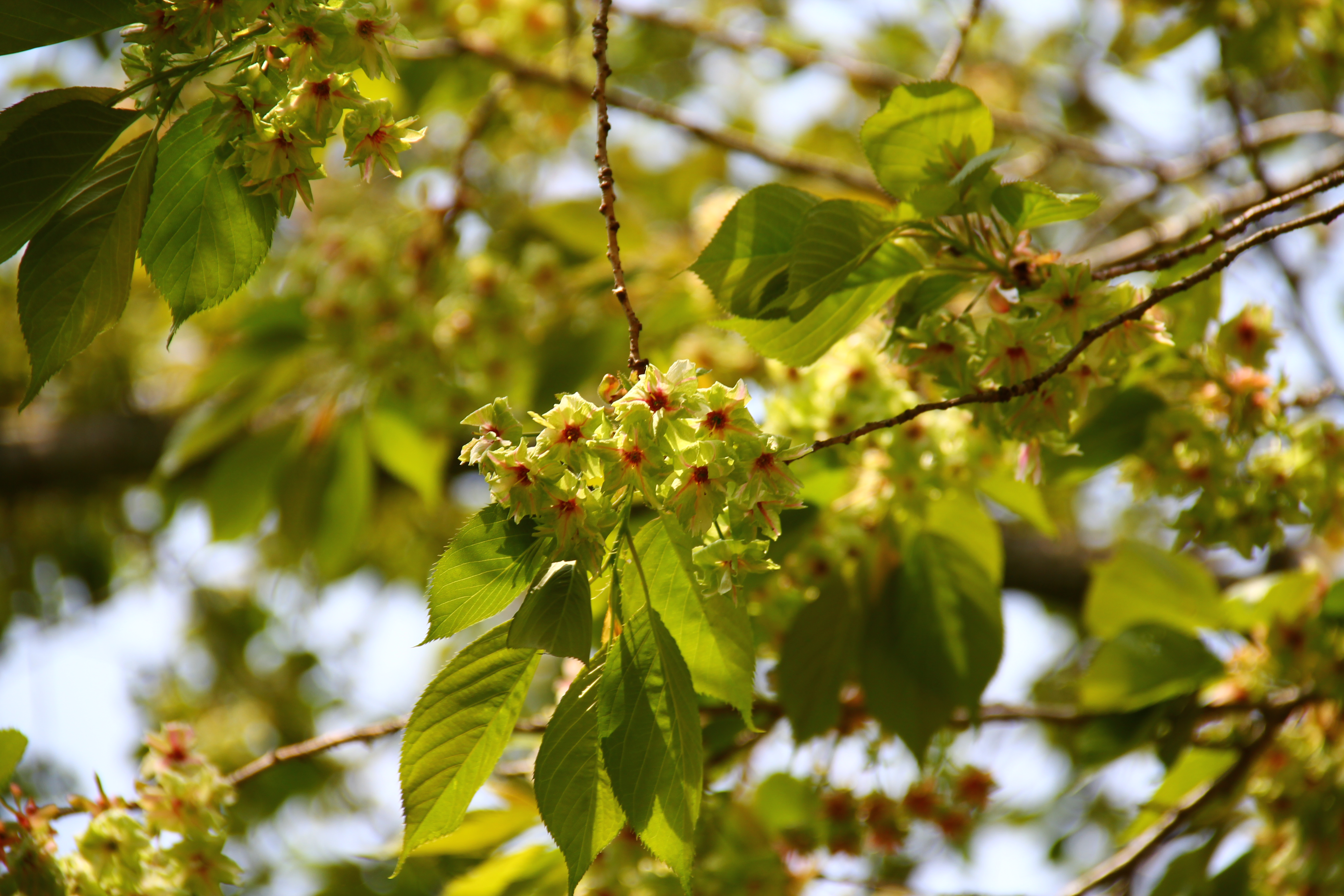
گیوایکو
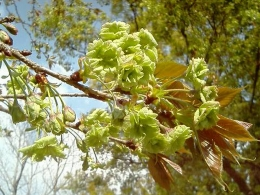
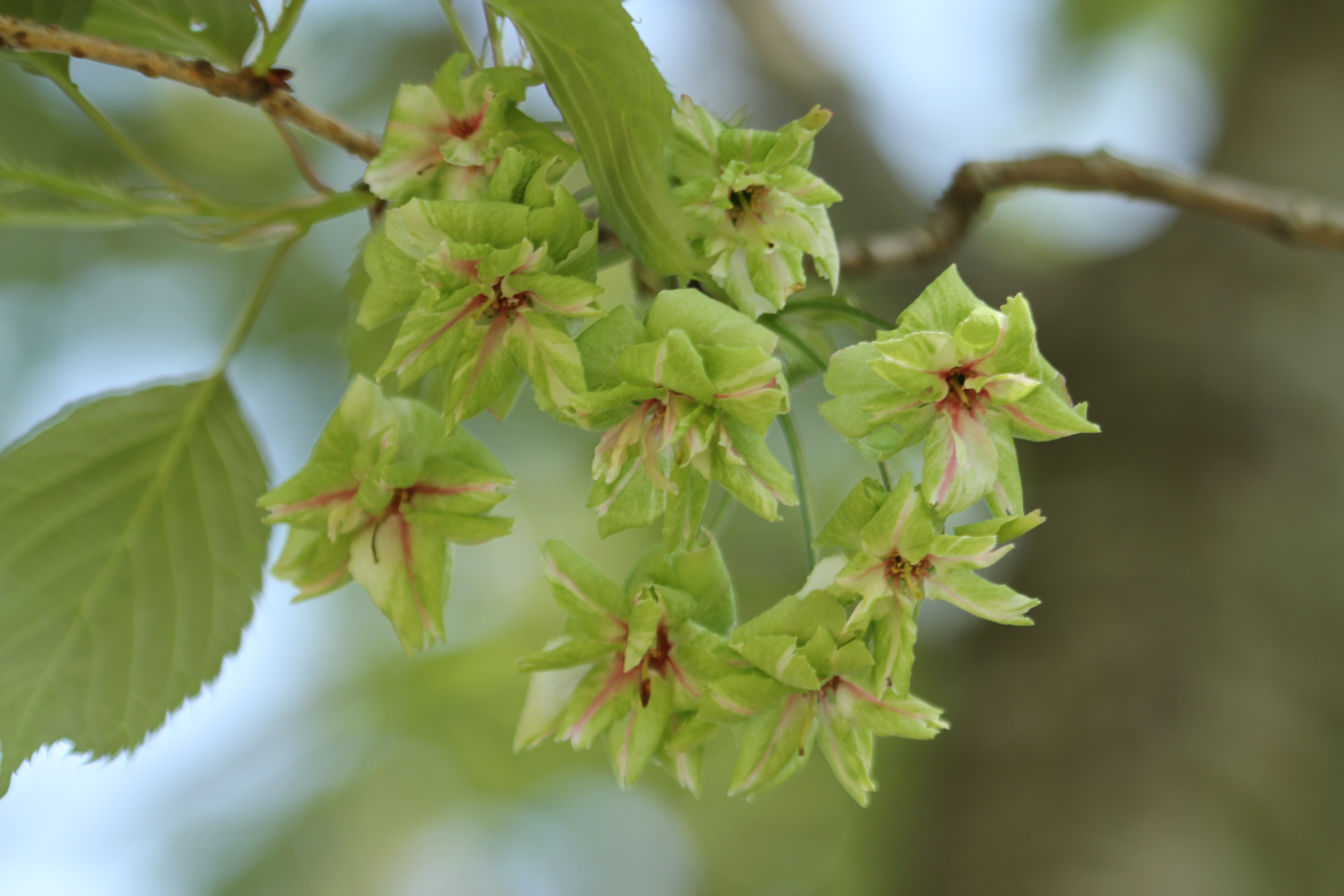